# بنفسج حاد
بنفسج حاد (الاسم العلمي: Viola arguta) هو نوع من النباتات يتبع جنس البنفسج من فصيلة البنفسجية.